# Delfo Bellini
Delfo Bellini, född 13 januari 1900 i Rivarolo, död 11 september 1953 i Pavia, var en italiensk fotbollsspelare.
Bellini blev olympisk bronsmedaljör i fotboll vid sommarspelen 1928 i Amsterdam.